# Колло д’Эрбуа, Жан-Мари
Жан-Мари́ Колло́ д’Эрбуа́ (фр. Jean-Marie Collot d’Herbois; 19 июня 1749, Париж — 8 июня 1796, Кайенна) — деятель французской революции, сначала актёр странствующей труппы; написал большое количество драм и комедий.

## Биография
Родился в семье парижского ювелира. Начал театральную карьеру в качестве актёра. В 1787 году стал администратором театра в Лионе.
В 1789 году приехал в Париж, и быстро стал известен как оратор. Его «L’Almanach du Père Gérard» (1791) произвёл сенсацию и принёс ему премию, назначенную якобинцами за книгу для чтения крестьянам, лучше всего объясняющую выгоды конституции.
Колло д’Эрбуа был одним из активистов парижских секций, одним из руководителей восстания 10 августа 1792 года, депутатом нового муниципалитета, а затем Конвента. 21 сентября он предложил отменить королевскую власть и провозгласить республику; позже он подал голос за смерть короля. 13-27 июня 1793 года занимал должность председателя (президента) конвента.
7 ноября 1793 года Колло прибыл в Лион по поручению Комитета общественного спасения для расследования убийства революционера Шалье. Следствием лионской миссии Колло д’Эрбуа, которому ассистировал Фуше, стали массовые казни противников республики. Для экономии времени Колло д’Эрбуа заменил обычную практику гильотинирования расстрелом картечью, которую он впоследствии назовёт проявлением гуманности.
Покушение Анри Адмира́ на его жизнь, по возвращении в Париж, лишь способствовало росту его популярности.
9 термидора Колло д’Эрбуа, опасавшийся быть обвинённым в ответственности за политику террора, поддержал свержение Робеспьера, но позже был объявлен Директорией «палачом Франции» и в 1795 году сослан в Кайенну, где предпринял неудавшуюся попытку организовать антиколониальное восстание негров, после чего умер от жёлтой лихорадки.

## Образ в кино
- Пришельцы 3: Взятие Бастилии (2016) — актёр Лоран Дойч